# Elinkine
Elinkine (ou Elinlin ou Elinkinde) est un village de Casamance (Sénégal), situé dans l'embouchure du fleuve Casamance, à 35 km d'Oussouye. Il fait partie de la communauté rurale de Mlomp, dans l'arrondissement de Loudia Ouoloff, le département d'Oussouye et la région de Ziguinchor.

## Histoire
Un traité entre la France et les chefs de Kagnout est conclu à Elinkine le 25 mars 1851, concrétisant la cession de l'île de Karabane à la France.
Le puits d'El Hadj Omar a été classé par les Monuments historiques en 2003.

## Géographie
Les localités les plus proches sont Efrane Elinkine, Sifoca, Karabane, Samatit, Santiaba Ouolof et Tamani.

### Population
Lors du dernier recensement, Elinkine comptait 339 habitants et 47 ménages.

### Économie
Ce petit port de pêche profite également du tourisme grâce à sa plage mais aussi, parce que c'est le point d'embarquement pour l'île de Karabane et cela permet un petit transit de marchandises avec le gros bateau en provenance régulière de Dakar allant vers Ziguinchor et vice versa (ponton moderne à Karabane).

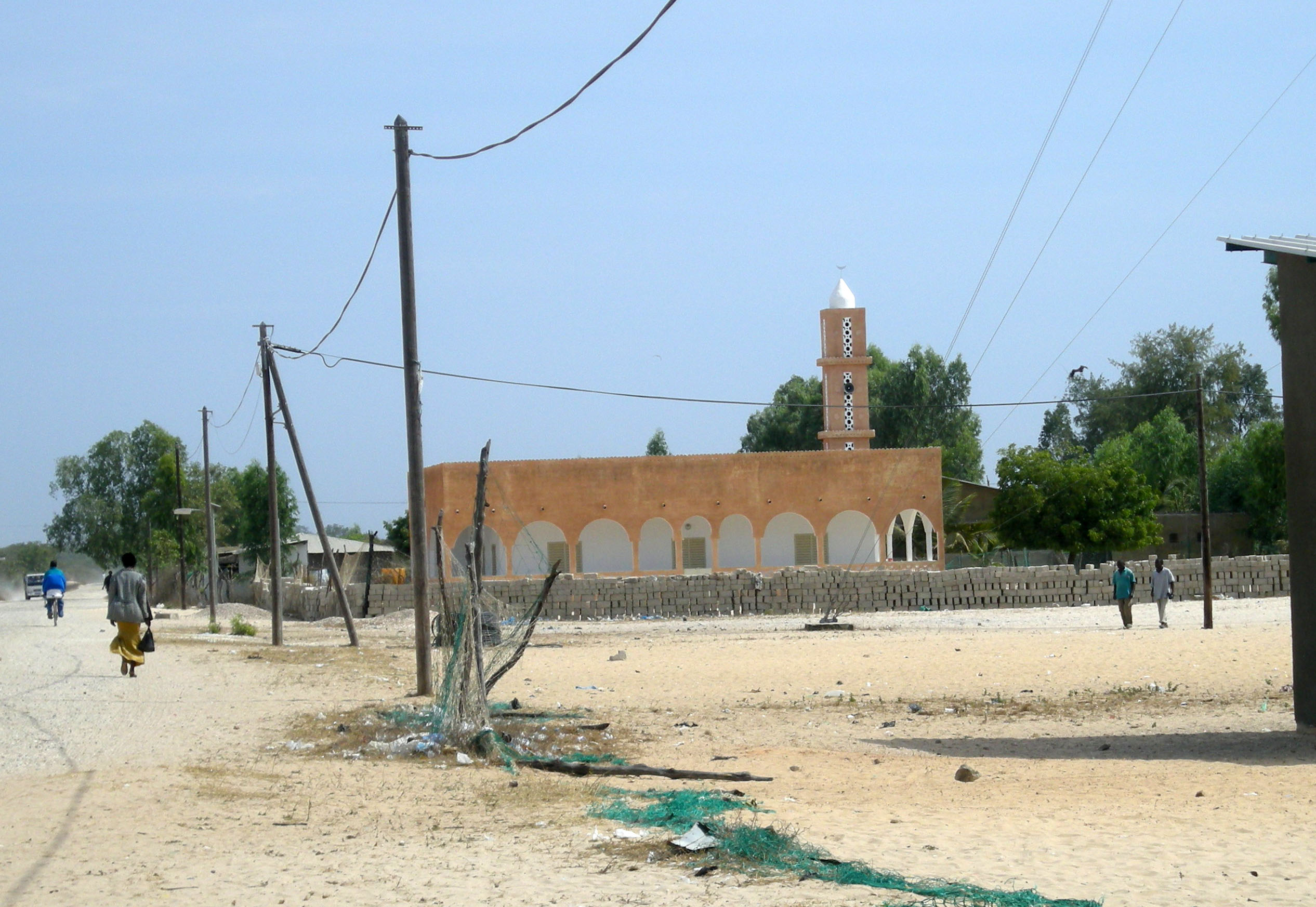
Mosquée
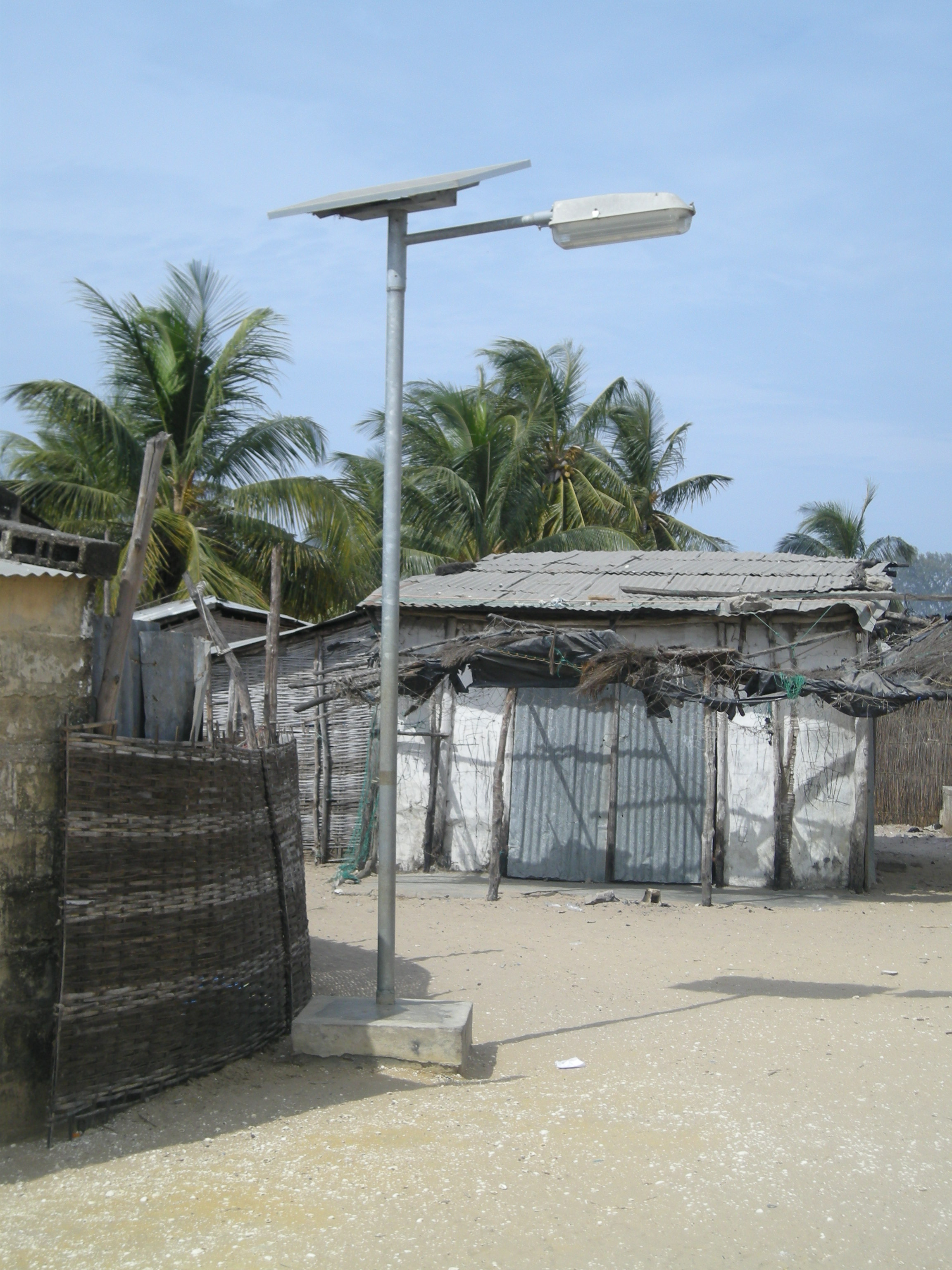
Éclairage public solaire
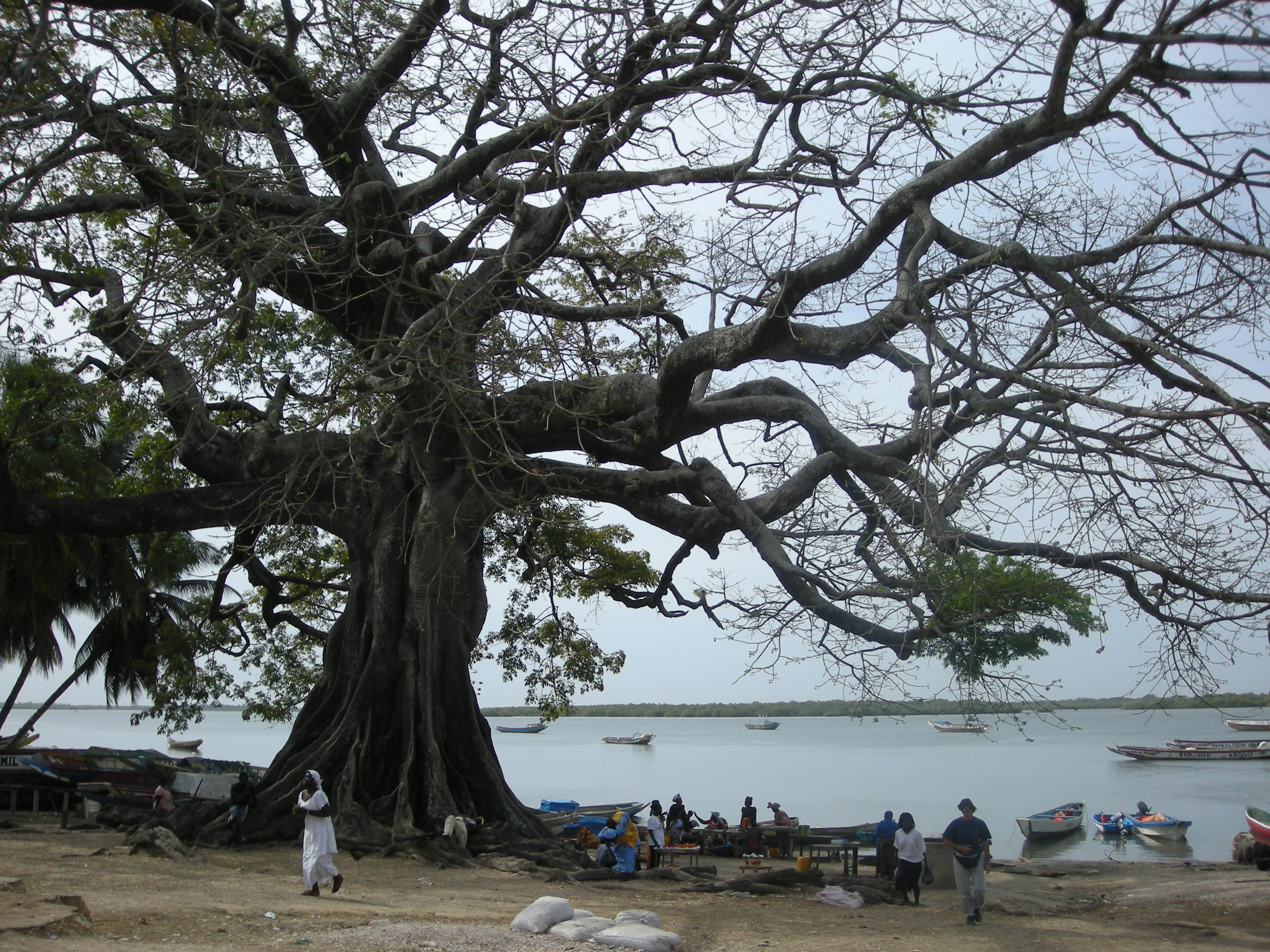
Fromager près de l'embarcadère
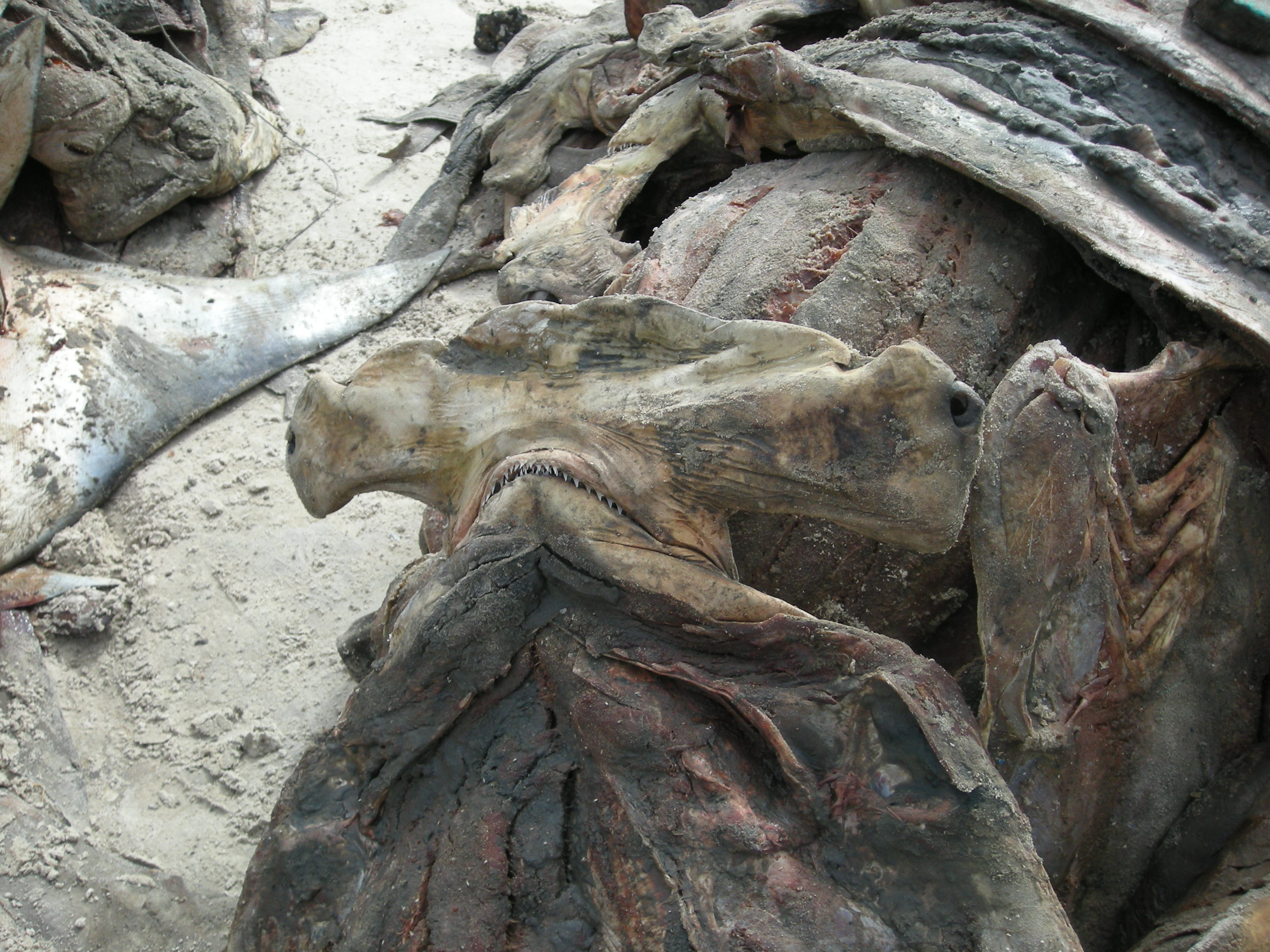
Requins-marteaux halicornes séchés dans le port